# オリックス・バファローズ ナイトスタジアム
オリックス・バファローズ ナイトスタジアム（Orix Buffaloes Night Stadium）は、2005年4月8日から9月23日までの金曜日にラジオ大阪（OBC）で放送されたプロ野球ナイター中継のタイトル。

## 概要
ラジオ大阪は、1977年から2004年までの28年間にわたって、大阪近鉄バファローズの平日におけるナイター中継として『近鉄バファローズナイター』を放送してきたが、オリックス・ブルーウェーブとの合併に伴い放送終了し、平日のレギュラー編成によるナイター枠は消滅した。
その『バファローズナイター』のノウハウを生かし、合併球団にあたるオリックス・バファローズのホーム（主催）ゲームに特化した中継として、金曜日に本拠地球場の大阪ドーム、神戸総合運動公園野球場（スカイマークスタジアム）で行われるナイターを19:00 - 22:00の放送枠で中継することになった（全18試合）。参考として、4月の予定カードは、8日の対楽天戦（大阪ドーム）、15日の対西武戦（スカイマーク）だった。野球中継が21:30までに終了した場合は『浅野亜希子の演歌ルンルンスタジオ』をクッション番組として編成。また、予定の試合が中止となった場合も予備カード（他の中継カード）は設定しないでスタジオ構成のレインコート番組『ナイトスタジアムジョッキー』（19:00 - 21:30）を編成した。
この年をもって、平日のプロ野球ナイター中継は完全に廃止され、土・日曜の『ラジオ大阪ドラマティックナイター』のみとなった。

## 出演者
- 解説 - 吉田剛[注 5]、村田辰美[注 6]
- 実況 - 松本恵治[注 7]、中井雅之[注 8]（フリー）、寺西裕一[注 9]（フリー）、山口富士夫（フリー）
- ベンチリポーター - 友松純[12]